# Tervalampi (sjö i Norra Österbotten)
Tervalampi är en sjö i Finland. Den ligger i kommunen Vaala i landskapet Norra Österbotten, i den centrala delen av landet, 500 km norr om huvudstaden Helsingfors. Tervalampi ligger 142,6 meter över havet. Den är 0,9 meter djup. Arean är 99,1 hektar och strandlinjen är 4,32 kilometer lång. Sjön  ingår i Uleälvens huvudavrinningsområde.   Den ligger vid sjön Paatinjärvi.